# Tipula cramptoniana
Tipula cramptoniana är en tvåvingeart som beskrevs av Alexander 1966. Tipula cramptoniana ingår i släktet Tipula och familjen storharkrankar. Inga underarter finns listade i Catalogue of Life.